# ASFINAG

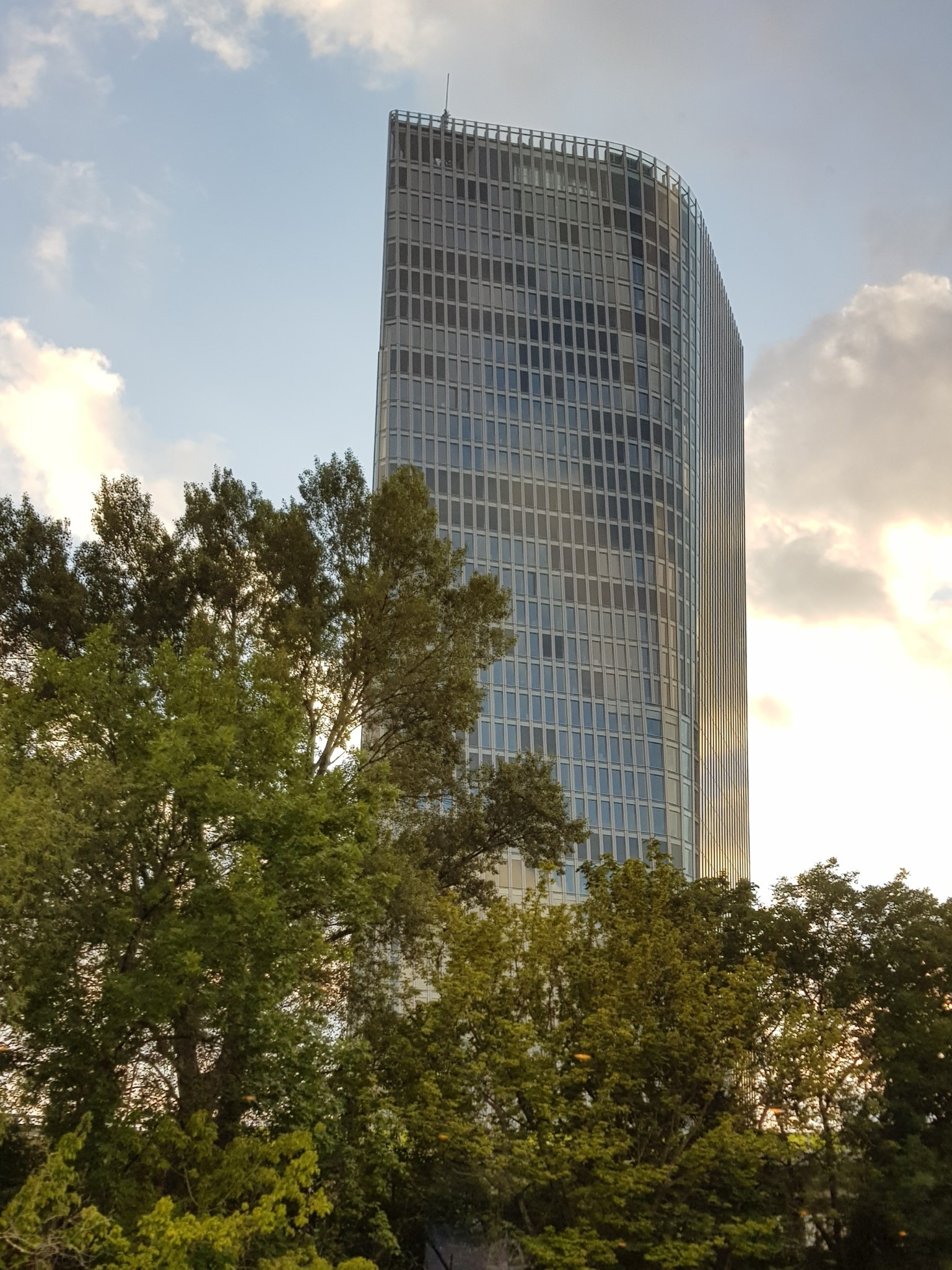
ASFINAG-Zentrale im Austro Tower in der Schnirchgasse 17, 1030 Wien

Die Autobahnen- und Schnellstraßen-Finanzierungs-Aktiengesellschaft (kurz ASFINAG) ist eine österreichische Infrastrukturgesellschaft, die für die Planung, den Bau, den Betrieb und die Bemautung des österreichischen Autobahn- und Schnellstraßennetzes zuständig ist. Die Aktien stehen vollständig im Eigentum der Republik Österreich.

## Geschichte
Die Geschichte des Autobahnnetzes in Österreich begann 1926 mit Planungen einer Autostraße von Wien zum Semmering.
Das Unternehmen ASFiNAG (Autobahnen- und Schnellstraßen-Finanzierungs-Aktiengesellschaft) wurde am 11. September 1982 gegründet. Ab diesem Zeitpunkt wurden die Kreditoperationen zentral für alle Projektgesellschaften in Österreich geführt. 1992 wurden die ÖSAG (Österreichische Autobahnen und Schnellstraßen AG) und ASG (Alpen Straßen AG) gegründet, eine Zusammenführung der bis dato sechs operativen Autobahngesellschaften in Österreich in die ASG im Westen, ÖSAG für den Rest Österreichs.
1997 übernahm das Unternehmen die Gesamtverantwortung für Netz und Verbindlichkeiten. Eine gesetzlich geregelte Ausgliederung von kumulierten Verbindlichkeiten in der Höhe von 5,66 Milliarden Euro verschaffte der ASFINAG neue Aufgaben: Planung, Bau, Erhaltung, Betrieb und Finanzierung des hochrangigen Straßennetzes in Österreich. Das Recht zur Einhebung von Maut und Benutzungsgebühren im eigenen Namen (Fruchtgenussrecht) führte neben den Einnahmen aus den Sondermautstrecken zur Einführung einer zeitbezogenen Maut für Fahrzeuge unter zwölf Tonnen höchstzulässigem Gesamtgewicht. Seit 2004 wird für Fahrzeuge über 3,5 Tonnen eine streckenabhängige Maut eingehoben.
2005 erfolgte eine Änderung der Konzernstruktur durch die Fusion der ASG und der ÖSAG mit der Konzernmutter ASFINAG. Mitte 2005 übernahm die ASFINAG die italienische Autostrade-Tochter Europpass und gründete die ASFINAG International.
2006 übernahm das Unternehmen den Straßenbetrieb durch Beendigung der Werkverträge mit den Bundesländern. Ebenso 2006 wurde die PPP Ostregion, das erste öffentlich-private Partnerschaftsprojekt, zur Errichtung der Nord Autobahn A 5 beauftragt.
2009 wurden die drei Servicegesellschaften der ASFINAG unter der „ASFINAG Servicegesellschaft“ zusammengelegt und eine Vertretung der ASFINAG in Brüssel in Kooperation mit der ASECAP aufgebaut.
Nach knapp sechs Jahren Bauzeit wurden in der Nacht auf den 4. Juli 2013 die neue sowie die modernisierte, alte Röhre des Pfändertunnels für den Verkehr freigegeben. Gleichzeitig mit der Verkehrsfreigabe endete per Gesetz die Gültigkeit der Vorarlberger Korridor-Vignette für die Fahrt zwischen der Staatsgrenze und Hohenems auf der Rheintal Autobahn A14.
Das Unternehmen ist an dem PPP-Projekt beteiligt, das gemeinsam mit dem Bauunternehmen Porr in den Jahren 2009 und 2010 ein Teilstück der ungarischen Autópálya M6 errichtete und 30 Jahre lang betreiben soll.

## Rechtsgrundlage und Aufgaben

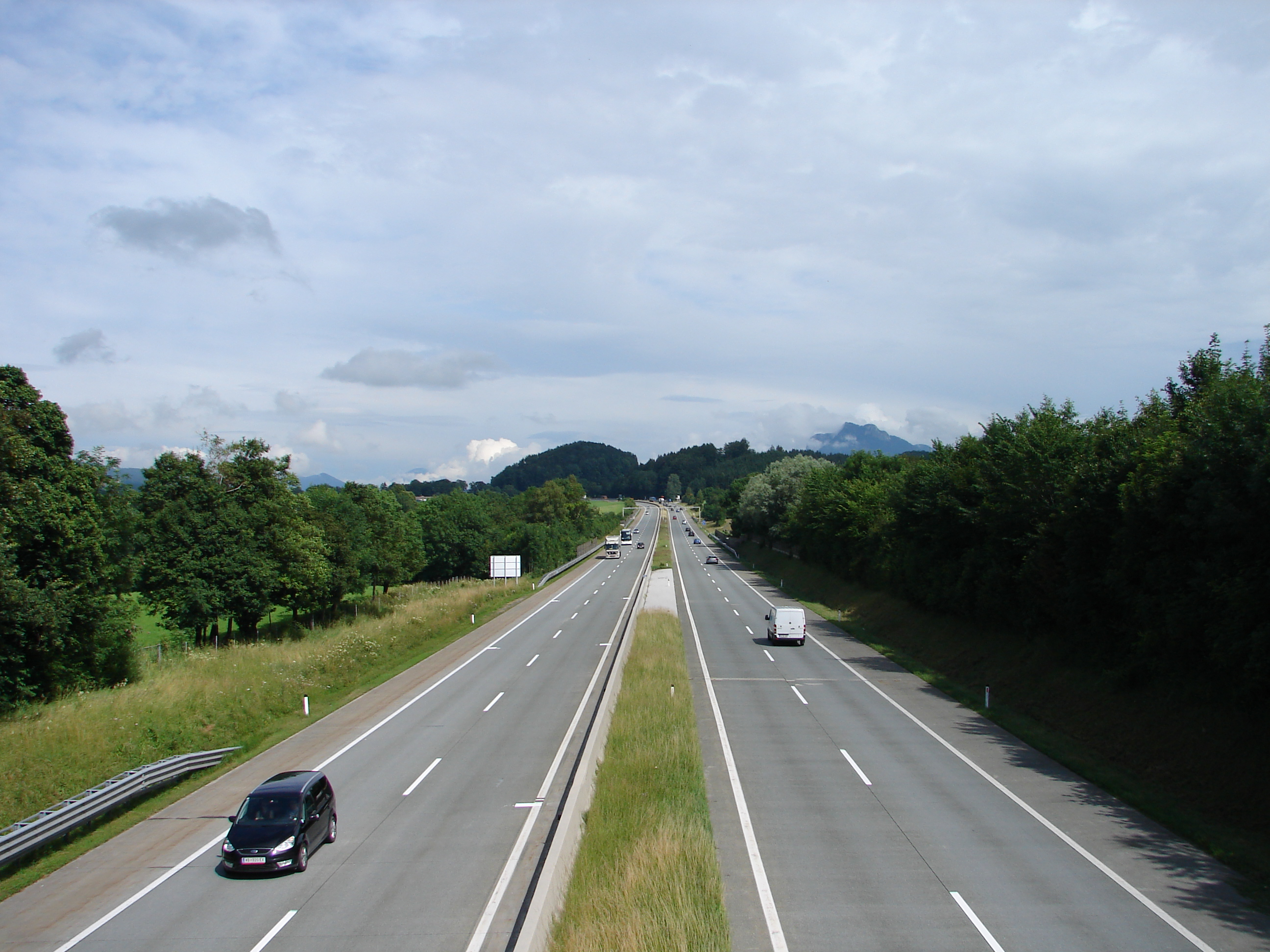
Die A1 bei Eugendorf

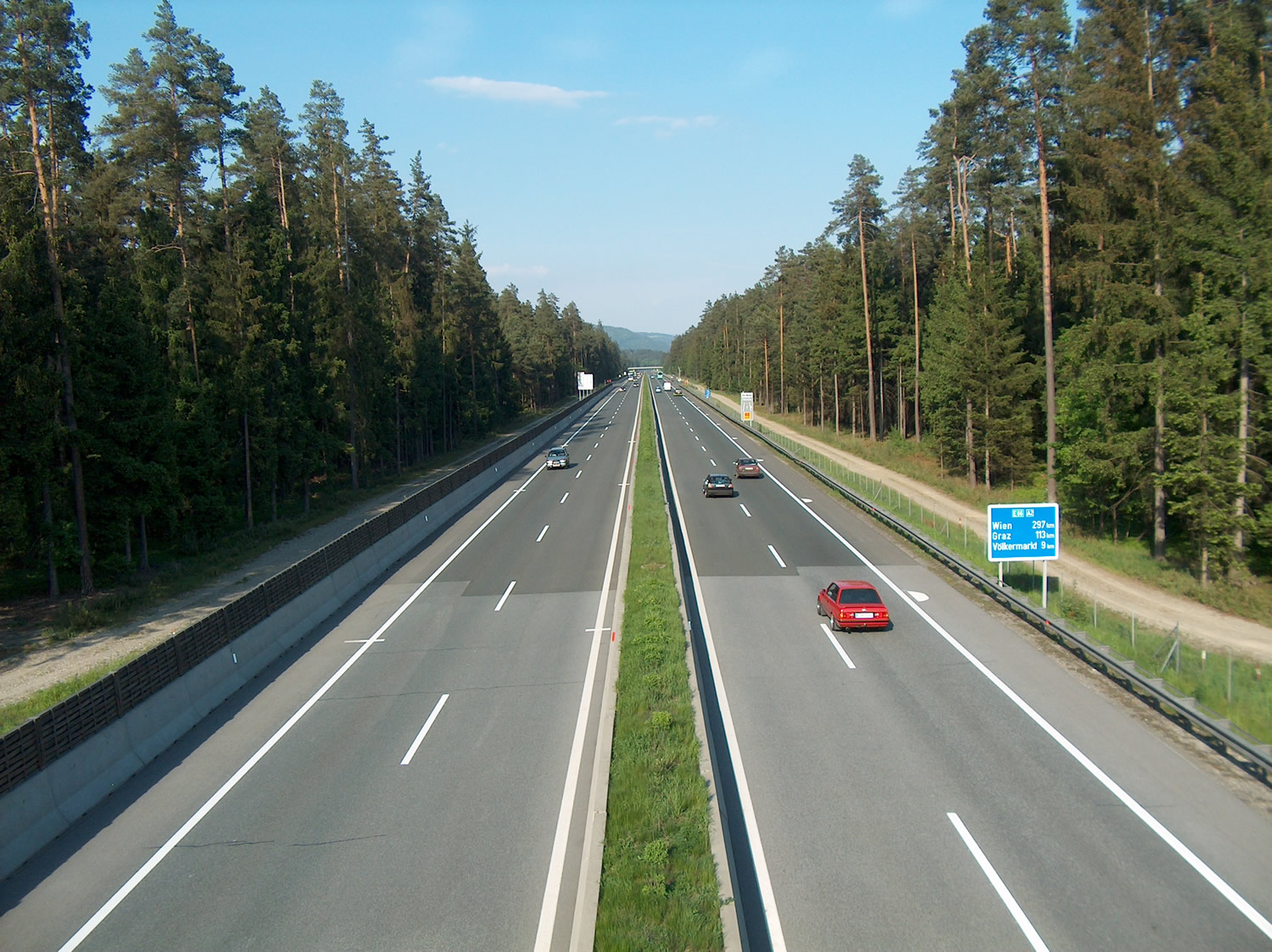
Die A2 zwischen Grafenstein und Völkermarkt Ost

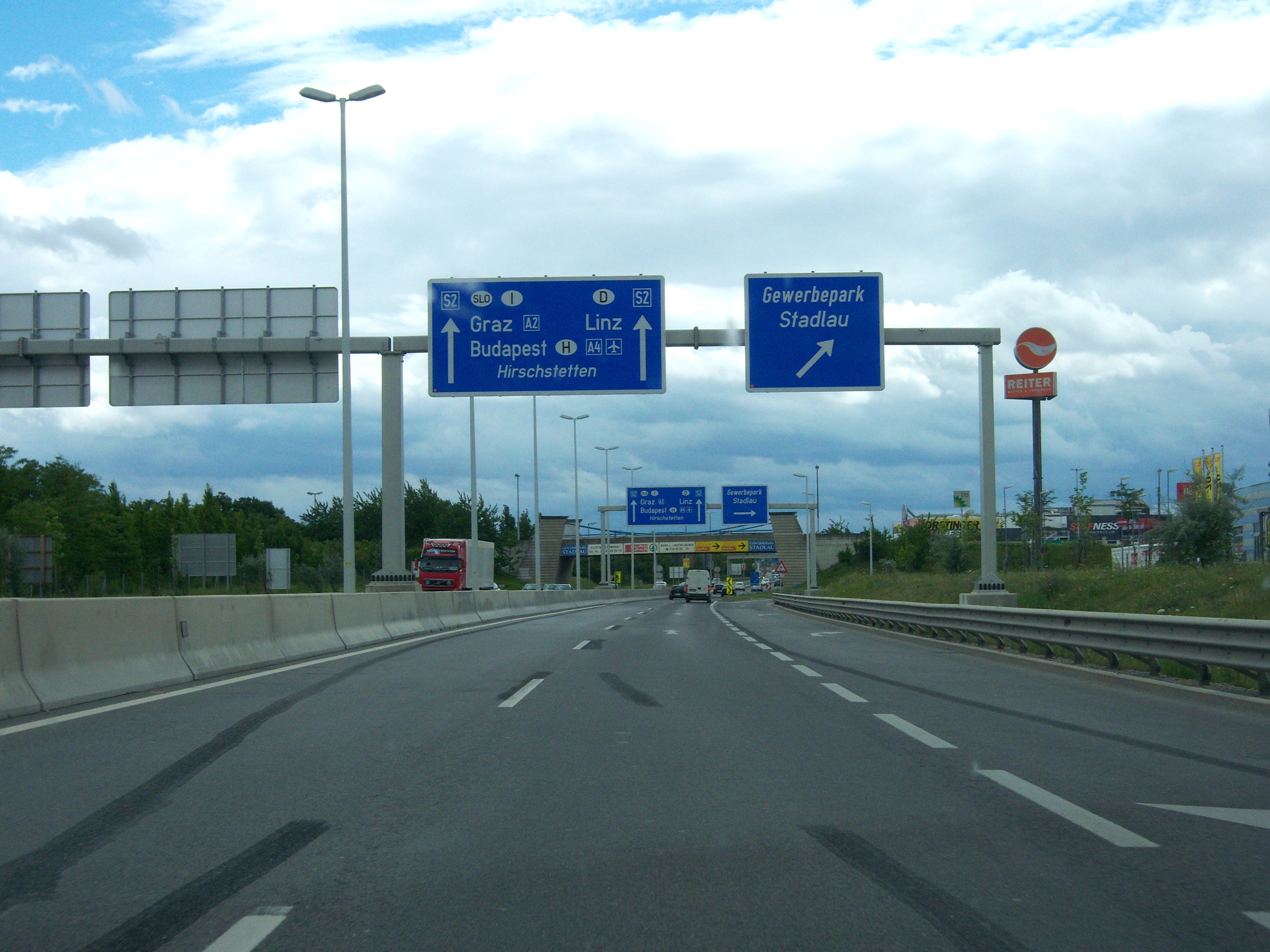
Die S2 in Wien-Donaustadt

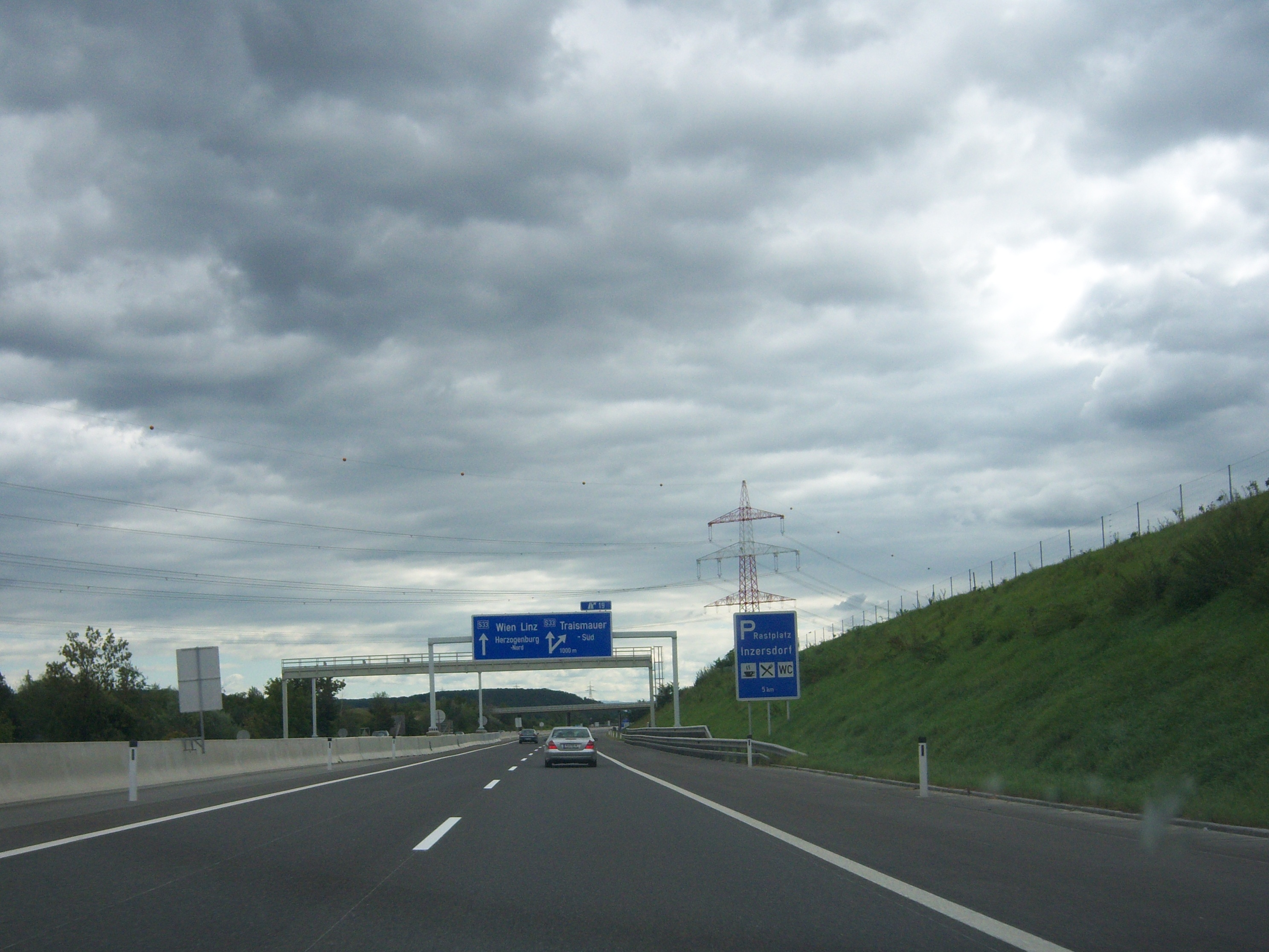
Die S33 bei Traismauer-Süd

Die Rechtsgrundlage des Unternehmens ist das ASFINAG-Gesetz. Die ASFINAG wurde 1982 gegründet und der Unternehmensgegenstand ist gemäß § 2 Absatz 1 des Gesetzes die Finanzierung, die Planung, der Bau und die Erhaltung von Bundesstraßen sowie die Einhebung von zeit- und fahrleistungsabhängigen Mauten. Für die Einhebung der Maut wurde 1997 ein Fruchtgenussvertrag abgeschlossen und die ASFINAG hat seither formal das Fruchtgenussrecht an den im Eigentum des Bundes stehenden Grundstücken und Anlagen des hochrangigen Bundesstraßennetzes (ASFINAG-Ermächtigungsgesetzes 1997).
Das ASFINAG-Gesetz behandelt hauptsächlich Finanzierungsregeln und berechtigt die ASFINAG, Mauten einzuheben. Spezielle Regeln über die Leistungsqualität (Straßenzustand etc.) enthält dieses Gesetz nicht. Die ASFINAG ist aber gemäß § 7 berechtigt, den zuständigen Behörden besonders geschulte Personen zur Betrauung als Organe der Straßenaufsicht vorzuschlagen. Diese Organe haben sodann das Recht, Lenker- oder Fahrzeugkontrollen durchzuführen. Ähnliche Rechte haben auch die Mitarbeiter der Mauteinhebung gemäß § 18 Bundesstraßen-Mautgesetz.

### Finanzierung
Die ASFINAG erhält keine finanziellen Mittel aus dem Staatsbudget, sondern finanziert sich über Einnahmen aus der Vignette, Lkw-Maut und Streckenmautabschnitte sowie über Anleihen am Kapitalmarkt. Gemäß § 10 ASFINAG-Gesetz hat der Bund die Liquidität des Unternehmens sicherzustellen. Der Bund übernimmt für einzelne Finanzierungstransaktionen eine gesonderte Haftung, um die Finanzierungskosten gering zu halten. Bei einem Jahresüberschuss führt die ASFINAG ggf. einen Teil als Dividende an die Republik Österreich ab.
Im Jahr 2023 nahm die ASFINAG durch die Lkw- und Busmaut 1,686 Milliarden Euro und die Pkw-Maut 574 Millionen Euro ein. Sie erwirtschaftete, bei Investitionen in Höhe von 1,3 Milliarden Euro, einen Jahresüberschuss von 844 Millionen Euro und lieferte eine Dividende von 255 Millionen Euro an den österreichischen Staat ab.
Von Lkw und Autobussen wird eine Maut abhängig von der gefahrenen Strecke, der Anzahl der Achsen, der Luftverschmutzung und Lärmbelastung sowie dem Emissionsausstoß des Fahrzeugs via GO-Box abgebucht. Benutzer von Autos (bis 3,5 t technisch zulässiger Gesamtmasse) und Motorrädern leisten über die irreversibel an vorgeschriebenen Stellen auf das Fahrzeug zu klebende Vignette hingegen einmal einen rein zeitabhängigen Beitrag zur generellen Nutzung des hochrangigen Straßensystems (10-Tages-, 2-Monats- oder Jahres-Vignette). Seit November 2017 gibt es für Pkw- und Motorradbesitzer die Möglichkeit, eine digitale Vignette zu erwerben. Diese ist, im Gegensatz zur Klebevignette, nicht fahrzeug-, sondern kennzeichengebunden und gilt somit auch für mehrere Fahrzeuge, die mit dem gleichen Kennzeichen benutzt werden können. Seit 2024 ist die Vignette mit einer Gültigkeitsdauer von 1 Tag als rein digitales Produkt im ASFINAG-Mautshop oder der ASFINAG-App erhältlich.
Des Weiteren gibt es Streckenmauten für bemautete, kostenintensive Strecken. Das sind von West nach Ost: Arlberg-Straßentunnel, Brennerautobahn, Tauerntunnel und Katschbergtunnel, Karawankentunnel, Bosrucktunnel, Gleinalmtunnel. Die allgemeine Vignettenpflicht ist auf diesen Strecken aufgehoben. Die Einhebung dieser Streckenmauten erfolgt über Einzelkarten, Mehrfahrten-Karten sowie verschiedenen Ermäßigungen (etwa für Pendler, Menschen mit Behinderung, Anrainer) und Teilstreckenkarten. Fahrzeuge, die Blaulicht tragen, verschiedene staatliche und internationale Dienste, etwa Bundesheer und Justizwache sind von der Streckenmaut permanent ausgenommen.
Die Einhaltung der Mautpflicht wird durch ASFINAG-Mitarbeiter, bis zur Einführung der digitalen Vignette durch die Polizei (Da die Polizei keinen Datenzugriff auf die digitale Vignette besitzt, muss ein Asfinag-Mitarbeiter diese im System kontrollieren, wenn auf einer Vignette ungültig steht, weil sie abgelöst wurde, kann dies jedoch bestraft werden) und seit 2007 auch mit automatischen Kamera-Erfassungssystemen kontrolliert. 98 % der Autobahn- und Schnellstraßenbenutzer zahlen die Maut laut ASFINAG korrekt, 200.000 Ersatzmaut-Forderungen werden pro Jahr erlassen.

## Konzernstruktur
Die Konzernmutter ASFINAG hat ihren Sitz in Wien und unterhält verschiedene Tochtergesellschaften:
- ASFINAG Bau Management GmbH (BMG) mit Sitz in Wien, zuständig für Bauprojekte und Streckenausbau
- ASFINAG Alpenstraßen GmbH mit Sitz in Innsbruck, zuständig für Streckenerhaltung (Vorarlberg und Tirol)
- ASFINAG Service GmbH (SG) mit Sitz in Ansfelden, zuständig für Streckenerhaltung (restliche Bundesländer)
- ASFINAG Maut Service GmbH (MSG) mit Sitz in Salzburg, zuständig für Mauteinhebung, Streckenmaut, Vignette und Lkw-Maut
- ASFINAG International GmbH (AIG) mit Sitz in Wien, zuständig für Vermarktung

## Zahlen und Fakten

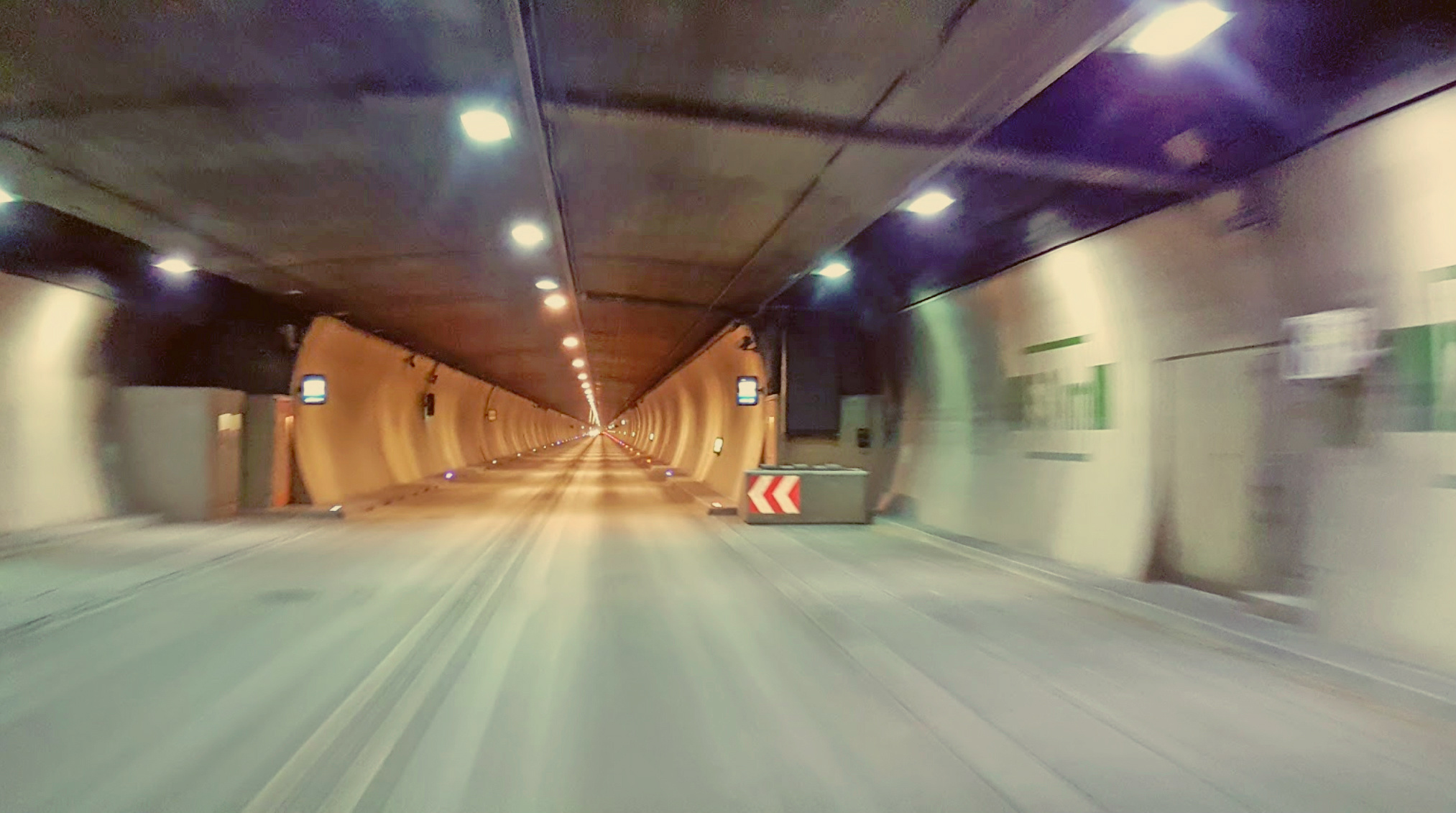
Westliche Röhre des Karawankentunnels in Kärnten

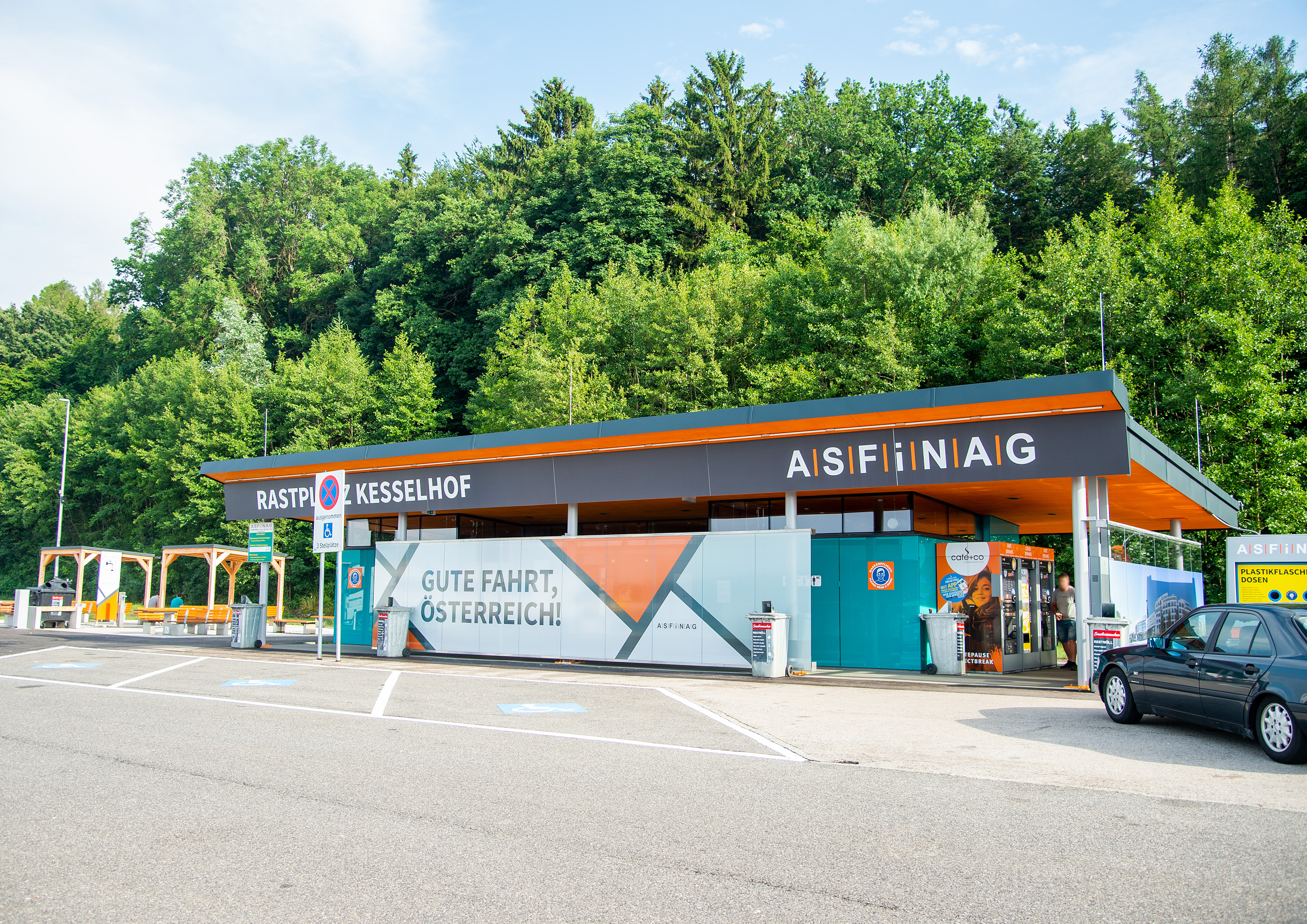
ASFINAG Rastplatz Kesselhof auf der A 1 West Autobahn in Fahrtrichtung Wien

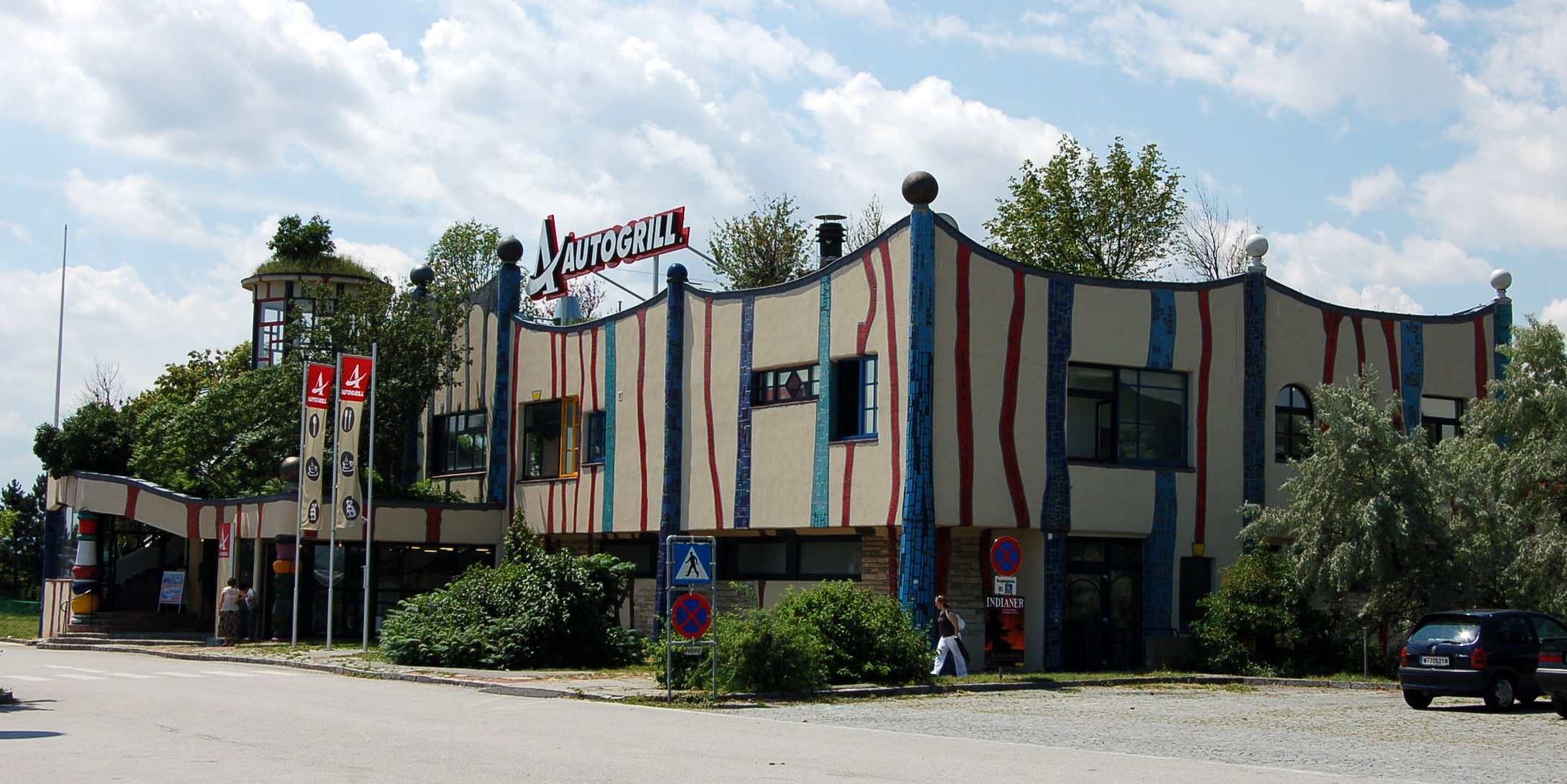
Die Hundertwasser-Raststation bei Bad Fischau an der Süd Autobahn

Das Unternehmen betreibt ein Streckennetz von 2.265 Kilometern Länge mit 383 Anschlussstellen, 168 Tunnel mit 413,4 Kilometer Röhrenlänge und 5.862 Brücken.
Das Unternehmen betreibt weiters 59 Rastplätze, 106 Parkplätze und 70 Park & Drive Anlagen.
Das Unternehmen hat 3.186 Mitarbeiter, diese sind u. a. in 42 Autobahnmeistereien, 6 Mautstellen und 9 Verkehrsmanagementzentralen beschäftigt.
Die Jahresfahrleistung 2023 auf den betriebenen Autobahnen und Schnellstraßen betrug rund 32,6 Mrd. km. Insgesamt wurden 2023 knapp 28 Mio. Vignetten verkauft.
Die Mauteinnahmen betrugen im Jahr 2023:
- Lkw-Maut: 1.686 Mio. Euro
- Vignette: 574 Mio. Euro
- Streckenmaut: 238 Mio. Euro

Quelle: ASFINAG

### Investitionen
2023 investierte die ASFINAG rund 1,2 Milliarden Euro in Erhaltung, Neubau und Verbesserung der österreichischen Autobahnen und Schnellstraßen. Davon flossen rund 499 Mio. Euro in den Neubau, 717 Mio. Euro in die Erhaltung der Strecken.

## Management und Aufsichtsrat
Das Management setzt sich aus den beiden Vorständen der ASFINAG, Vorstandsdirektor Hartwig Hufnagl und Vorstandsdirektor Herbert Kasser, zusammen sowie den einzelnen Geschäftsführerinnen und Geschäftsführern der Tochtergesellschaften. Hartwig Hufnagl wurde mit 1. Februar 2019 zum Vorstandsdirektor der ASFINAG für die Bereiche Betrieb und Erhaltung, Planung und Bau, Technische Koordination, Strategie, Innovation, Forschung und Entwicklung sowie Cooperate Services bestellt und im Februar 2024 wieder bestellt. Im Dezember 2023 wurde Herbert Kasser zum Finanzvorstand (CFO) des Unternehmens bestellt, der Vertrag von Hartwig Hufnagl als Vorstand für den Bau- und Betrieb (COO) wurde verlängert.
Der Aufsichtsrat setzte sich 2020 aus Christa Geyer (Aufsichtsratsvorsitzende), Kathrin Renz (Stellvertretende Aufsichtsratsvorsitzende), Harald Frey, Wolfgang Anzengruber, Martha Schultz und Ana Simic zusammen. Arbeitnehmervertreter im Aufsichtsrat sind Martin Pretterhofer, Karl Christian Petz und Gerlinde Mattanovich. Im Juli 2025 wurde Karin Zipperer zur Aufsichtsratsvorsitzenden gewählt.